# Palazzo del Reichstag
Il palazzo del Reichstag (in tedesco: Reichstagsgebäude, ufficialmente: Plenarbereich Reichstagsgebäude) è un edificio di Berlino. Inaugurato nel 1894, fu costruito come sede per le riunioni del Reichstag, il parlamento del Reich tedesco e tornò ad essere la sede del parlamento tedesco nel 1999.
L'attuale parlamento tedesco si chiama Bundestag. L'organo parlamentare denominato Reichstag risale al Sacro Romano Impero e continuò formalmente a esistere anche negli anni della Germania nazista (1933-1945). Nell'uso odierno, il termine tedesco Reichstag si riferisce quindi principalmente all'edificio.
Rimasto fortemente danneggiato dopo l'incendio del 1933, il palazzo non fu più utilizzato durante il Terzo Reich ma venne ritenuto un simbolo della Germania; fu quindi attaccato dai soldati sovietici dell'Armata Rossa durante la fase decisiva della battaglia di Berlino del 1945, che lo conquistarono dopo un violento combattimento contro la guarnigione tedesca asserragliata all'interno e nei sotterranei, e vi issarono la bandiera della Vittoria.
Esso è uno dei parlamenti più visitati al mondo. Ogni anno circa 3 milioni di persone provenienti da tutti i paesi del mondo visitano il palazzo del Reichstag e gli altri edifici (Jacob-Kaiser-Haus, Marie-Elisabeth-Lüders-Haus, Paul-Löbe-Haus) del quartiere parlamentare di Berlino.

## Storia dell'edificio

### Costruzione

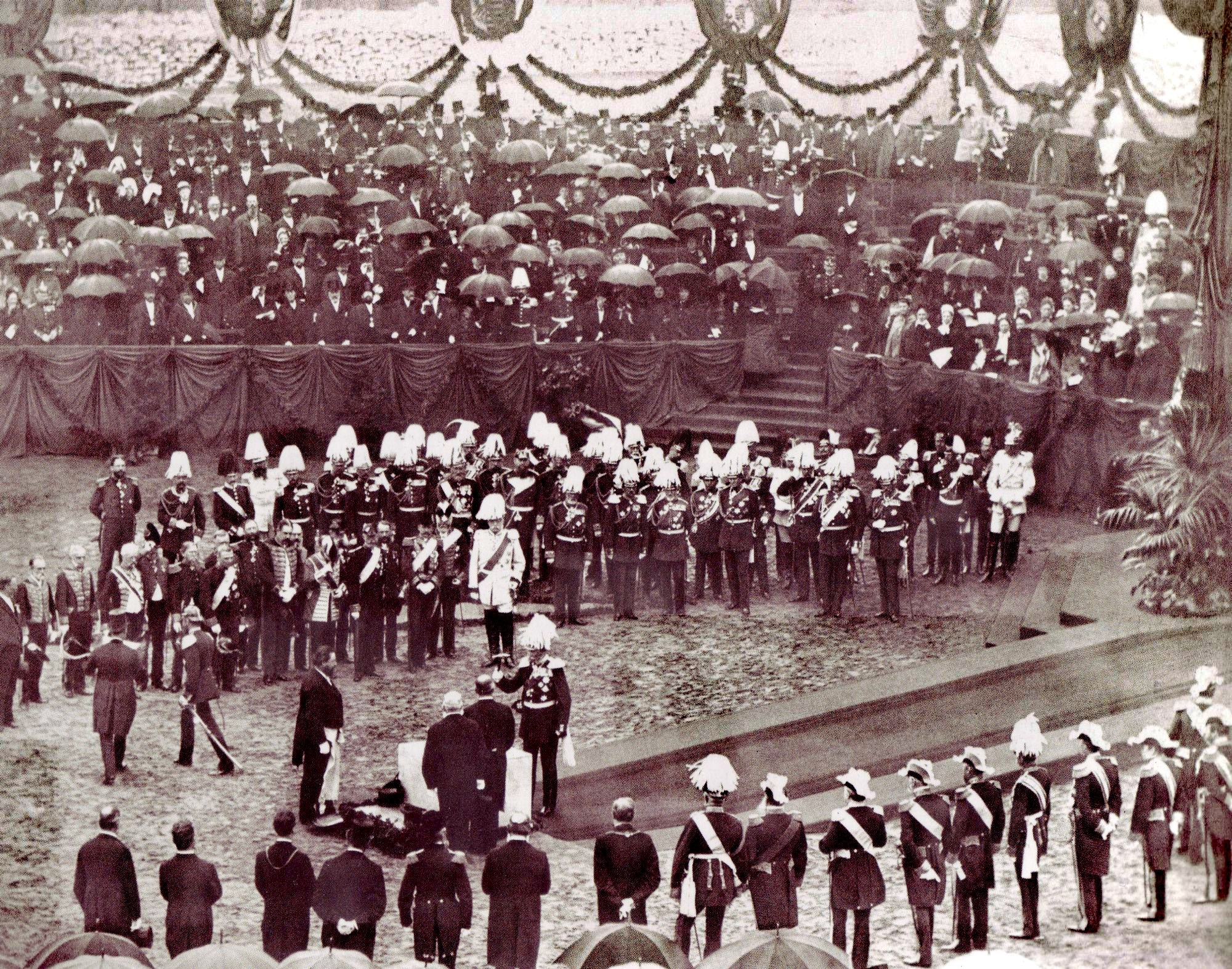
L'imperatore Guglielmo I posa la prima pietra del palazzo (1884)

Le costruzioni dell'edificio iniziarono solo dopo il 1871. In precedenza il parlamento si era riunito in diversi altri edifici sulla Leipziger Straße di Berlino, ma questi erano generalmente ritenuti troppo piccoli. Così, nel 1872, si concluse un concorso architettonico con 103 partecipanti per l'erezione di un nuovo edificio. I lavori non iniziarono se non 10 anni dopo, a causa di vari problemi riguardanti l'acquisto del terreno per il palazzo e di discussioni tra Guglielmo I di Germania, Otto von Bismarck, e i membri del Reichstag su come si sarebbero dovuti eseguire i lavori.
Nel 1882, si tenne un altro concorso architettonico, cui parteciparono 189 architetti. Questa volta il vincitore, l'architetto di Francoforte, Paul Wallot, sarebbe riuscito ad eseguire il suo progetto. Il 9 giugno 1884, la prima pietra fu finalmente posata da Guglielmo I. Prima che la costruzione venisse completata, nel 1894, Guglielmo I morì (1888, l'anno dei tre imperatori), e il suo successore, Guglielmo II di Germania, mise in discussione l'istituto del parlamento. L'edificio originale fu acclamato soprattutto per la costruzione di una originale cupola di vetro e acciaio, un capolavoro della tecnica dell'epoca.

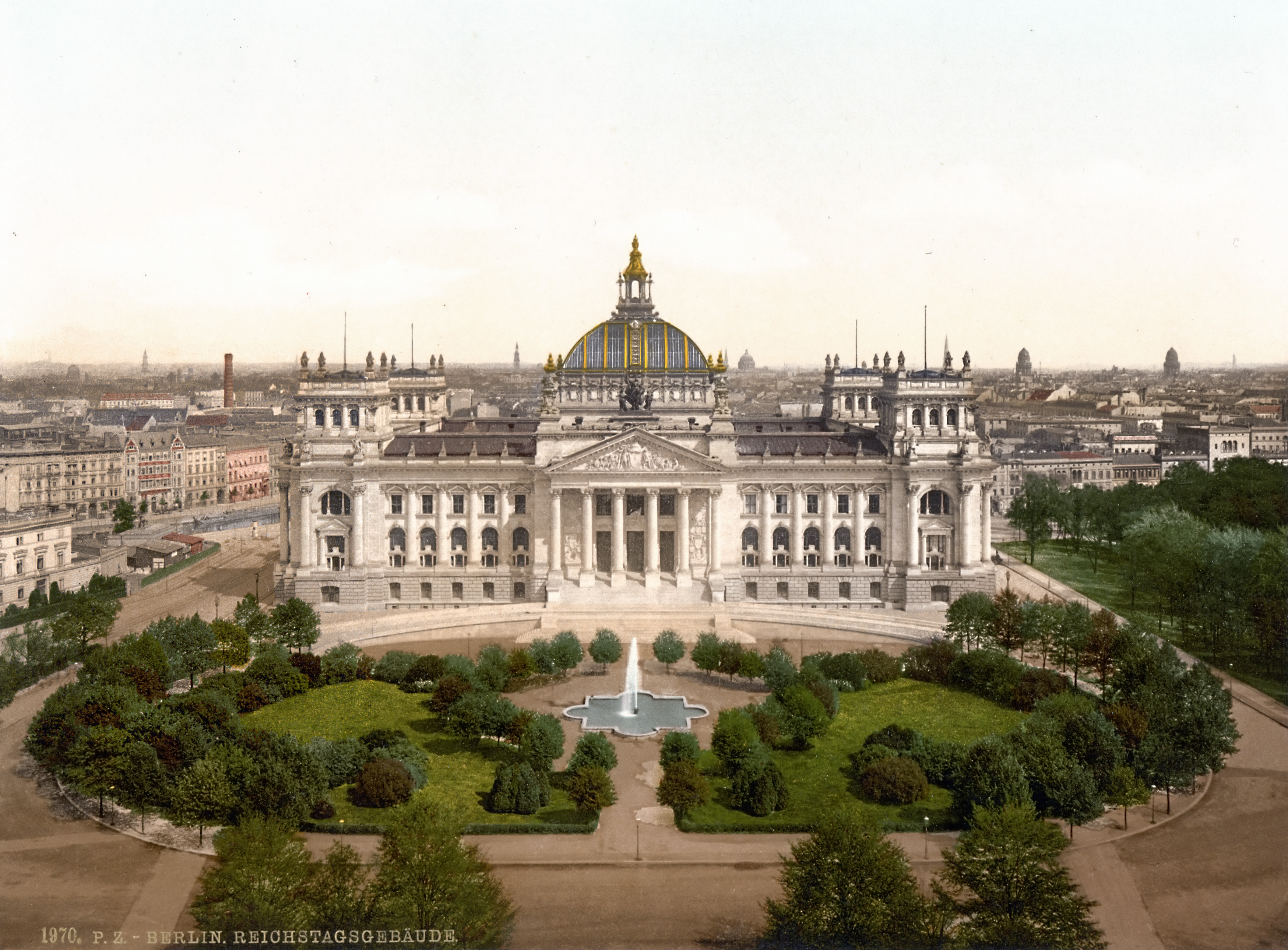
Il Reichstag verso il 1900 circa (visto dalla colonna della Vittoria, allora nella sua posizione originaria)

### La prima guerra mondiale
Dopo la fine della prima guerra mondiale il Kaiser abdicò durante i giorni rivoluzionari del 1918, Philipp Scheidemann proclamò la costituzione della repubblica da una delle balconate del Reichstag il 9 novembre. L'edificio continuò ad essere la sede del parlamento della cosiddetta Repubblica di Weimar (1919-1933).

### Il nazismo e la seconda guerra mondiale

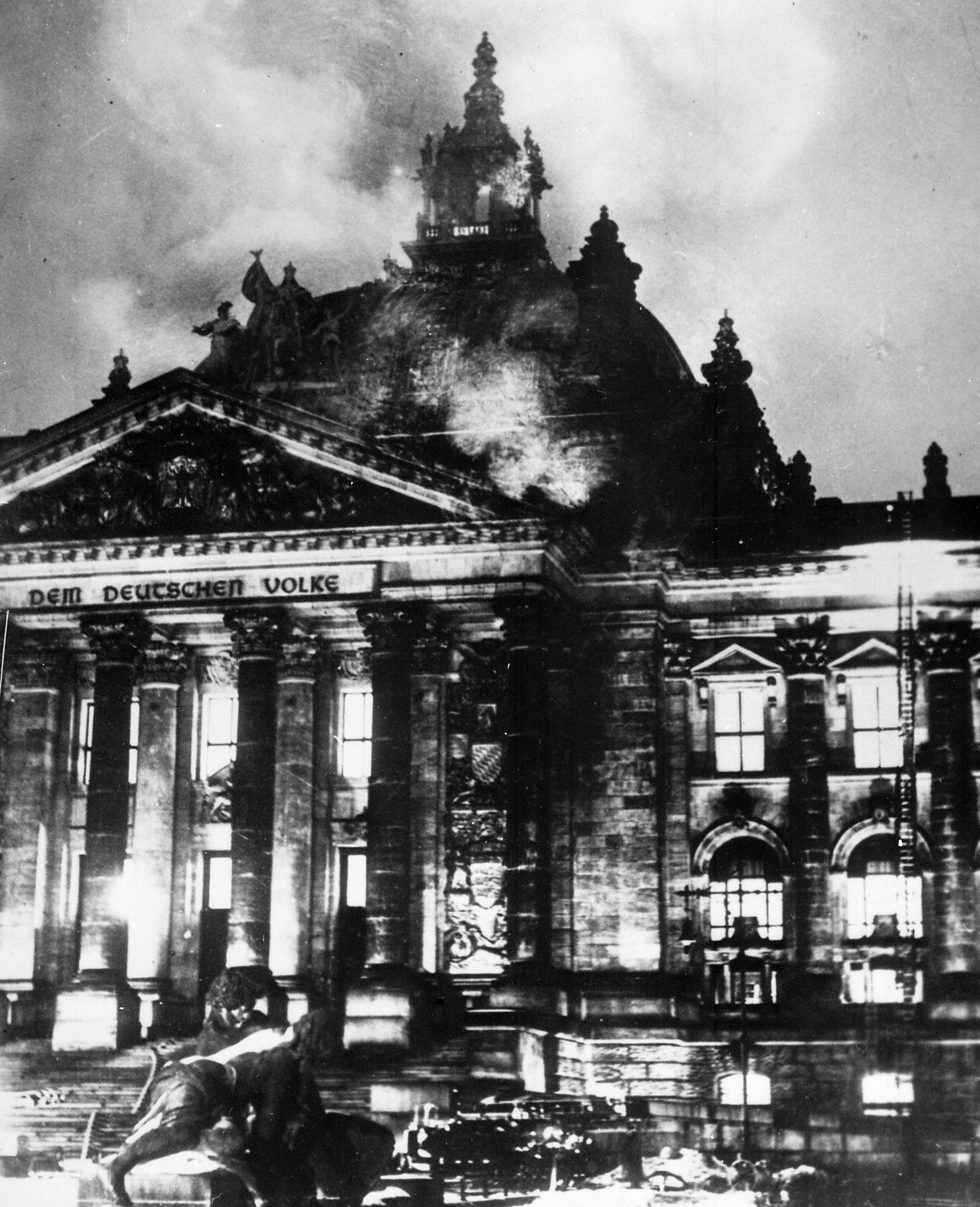
Foto dell'incendio del Reichstag

Dopo la nomina di Adolf Hitler a Cancelliere del Reich, il 30 gennaio 1933, il palazzo fu incendiato (27 febbraio 1933), in circostanze ancora poco chiare e questo fatto può essere letto come l'avvisaglia della fine della democrazia parlamentare in Germania. Questo fatto fornì una preziosa occasione ai nazisti per sospendere gran parte dei diritti civili garantiti dalla costituzione del 1919 tramite il decreto dell'incendio del Reichstag.

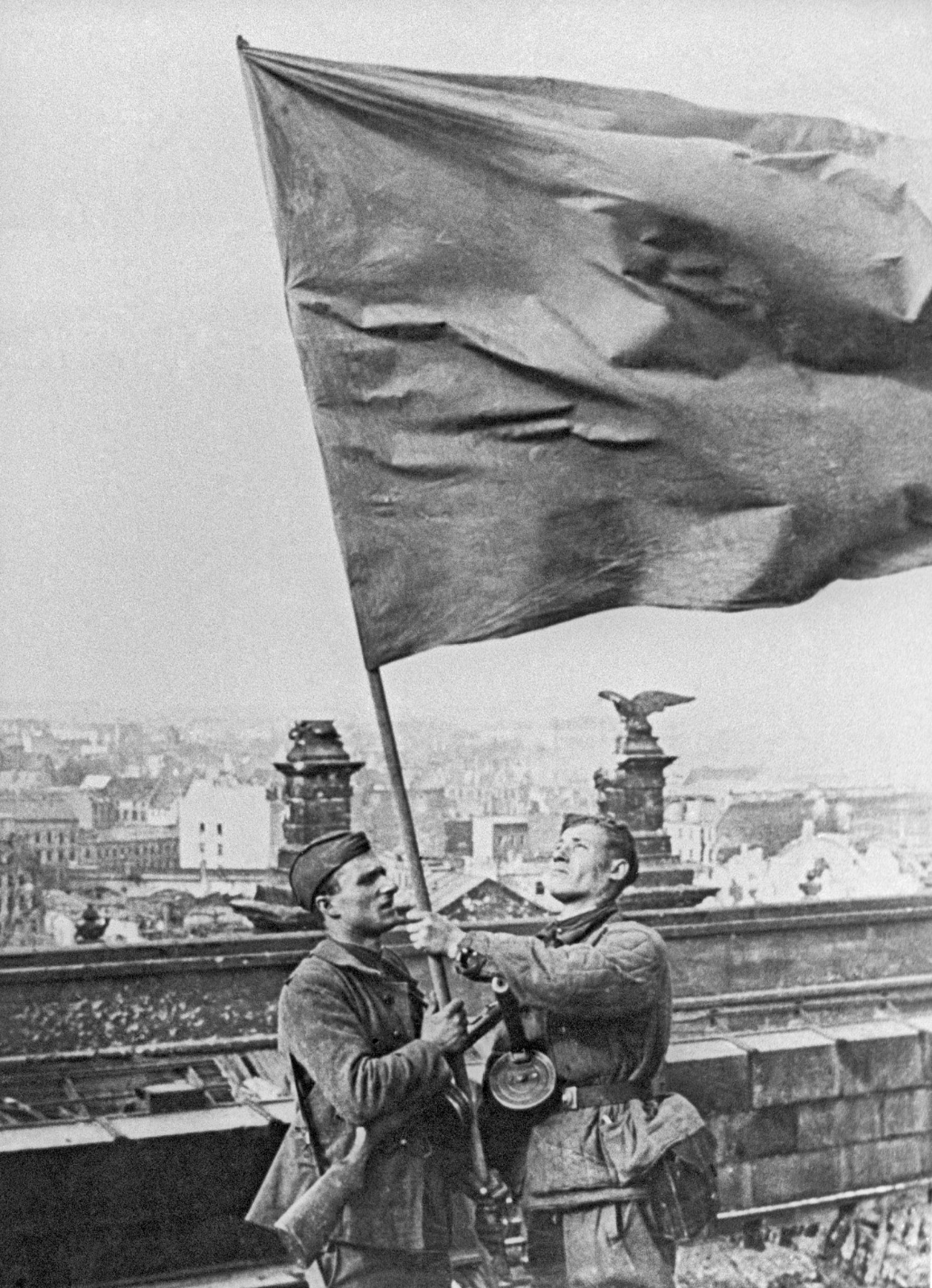
I sergenti sovietici Meliton Kantaria, a sinistra, e Michail Egorov sventolano la bandiera rossa della Vittoria sul tetto del palazzo del Reichstag, al termine della battaglia di Berlino.

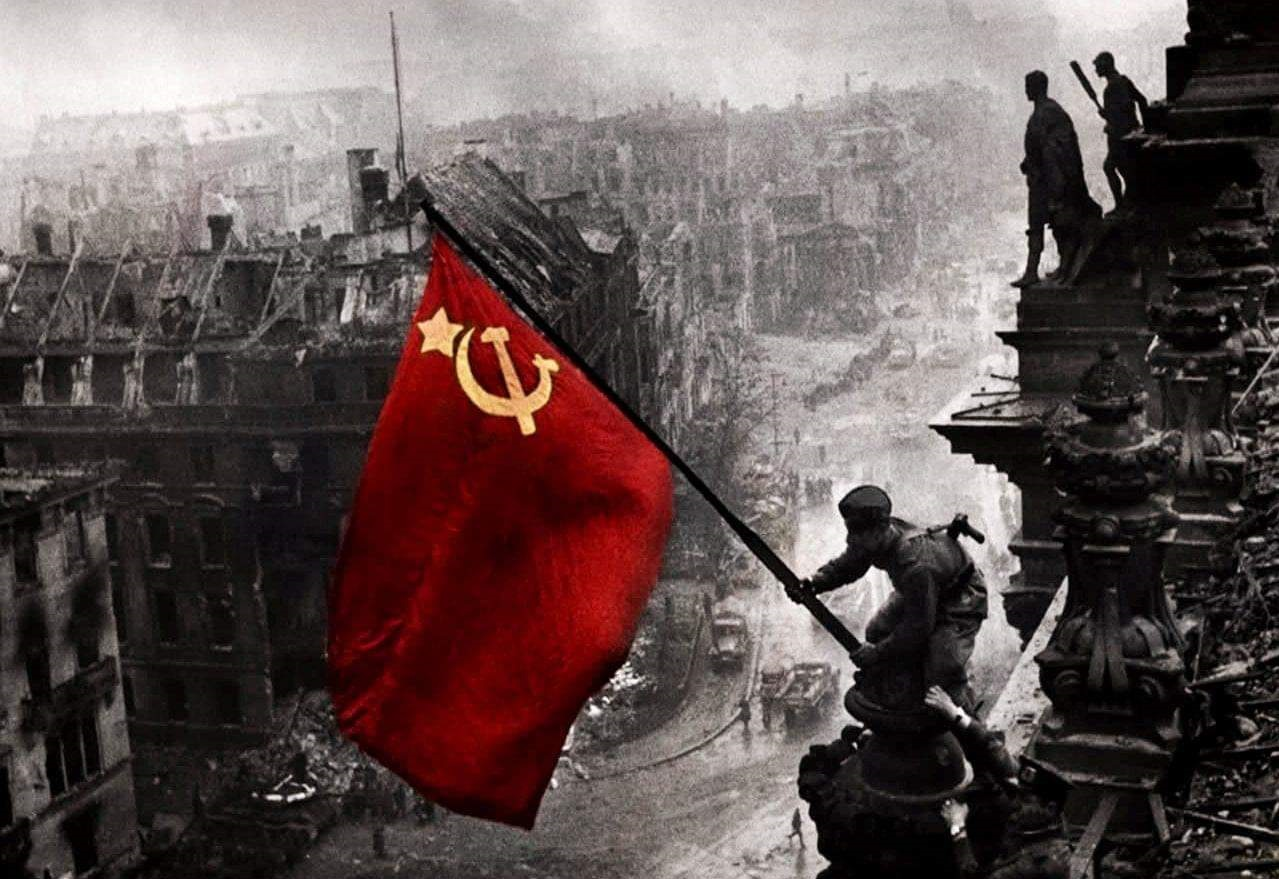
La Bandiera della Vittoria sul Reichstag

Durante i 12 anni del Terzo Reich, il Palazzo del Reichstag non fu mai usato per le sessioni parlamentari. Le poche volte che il Reichstag si riunì, lo fece nella Krolloper, un ex teatro dell'opera posto di fronte al Palazzo del Reichstag. La seduta inaugurale del nuovo governo presieduto da Hitler si tenne a Potsdam, nella Chiesa della Guarnigione in cui all'epoca erano conservate le spoglie mortali del re Federico II di Prussia detto "Il Grande" (l'evento fu celebrato con l'emissione di una moneta argentea raffigurante la chiesa di Potsdam e con tre francobolli raffiguranti il busto di Federico II).
Questo vale anche per la sessione del 23 marzo 1933, nella quale il Reichstag cedette gran parte delle proprie prerogative al governo tramite il Decreto dei pieni poteri, una delle fasi della cosiddetta Gleichschaltung. L'edificio (che dopo l'incendio era comunque inutilizzabile) fu invece usato per presentazioni propagandistiche e, durante la seconda guerra mondiale, per scopi militari.
Il Palazzo fu ulteriormente danneggiato dalle incursioni aeree. Durante l'assedio di Berlino del 1945, divenne l'obiettivo principale dell'Armata Rossa, per una ragione simbolica. Il 30 aprile 1945 l'Armata Rossa conquistò il Reichstag e i sergenti Meliton Kantaria e Michail Egorov innalzarono sul tetto dell'edificio la bandiera rossa della vittoria. La famosa foto scattata dal fotografo di guerra ucraino Evgenij Chaldej, che fissa l'istante in cui il soldato dell'Armata Rossa Abdulkhakim Ismailov sventola una bandiera rossa dell'Unione Sovietica su una delle torri del palazzo, non fu scattata effettivamente il 30 aprile 1945, ma la scena venne ricreata dal fotografo il 2 maggio seguente con dei soldati sovietici presenti casualmente sul posto in quel momento.
Con la divisione della città il palazzo rimase all'interno di Berlino Ovest, ma a soli pochi metri dal confine con il settore sovietico, confine che nel 1961 fu fortificato con la costruzione del muro. Durante il blocco di Berlino, un gran numero di berlinesi si riunì davanti all'edificio, il 9 settembre 1948, e il sindaco Ernst Reuter tenne un famoso discorso che si concluse con l'appello, Ihr Völker der Welt, schaut auf diese Stadt! (Popoli del mondo, vegliate su questa città!)

### Il dopoguerra

Il Reichstag dopo i bombardamenti alleati

Il 9 settembre 1948 più di 350.000 berlinesi si riuniscono davanti al palazzo del Reichstag per manifestare la loro contrarietà al blocco di Berlino per opera dell'Unione Sovietica. Dopo la seconda guerra mondiale, il palazzo era in rovina. Inoltre, non aveva una reale utilità, perché la capitale della Germania Ovest era stata situata a Bonn nel 1949. Nonostante ciò, nel 1956, dopo alcuni dibattiti, si decise che il Reichstag non sarebbe stato abbattuto, ma restaurato. Sfortunatamente, la cupola dell'edificio originale era saltata in aria. Fu indetto un altro concorso, e il vincitore, Paul Baumgarten, ricostruì l'edificio dal 1961 al 1964, nello stesso periodo storico il 13 agosto 1961 viene cementata la divisione della Germania e costruito il muro di Berlino che passava nelle immediate vicinanze del palazzo del Reichstag. Il valore artistico e pratico del suo lavoro fu oggetto di molto dibattito dopo la riunificazione tedesca.
A causa delle disposizioni previste per Berlino dagli Alleati nell'Accordo delle quattro potenze del 1971, al Bundestag, il parlamento della Germania Ovest, non era permesso di riunirsi formalmente a Berlino (anche se la Germania Est violava la disposizione poiché aveva comunque dichiarato Berlino Est la sua capitale). Fino al 1990, il palazzo fu usato solo per occasionali incontri di rappresentanza e per una mostra ampiamente lodata sulla storia della Germania, chiamata Fragen an die deutsche Geschichte (Domande alla storia tedesca).

### Dopo la riunificazione della Germania

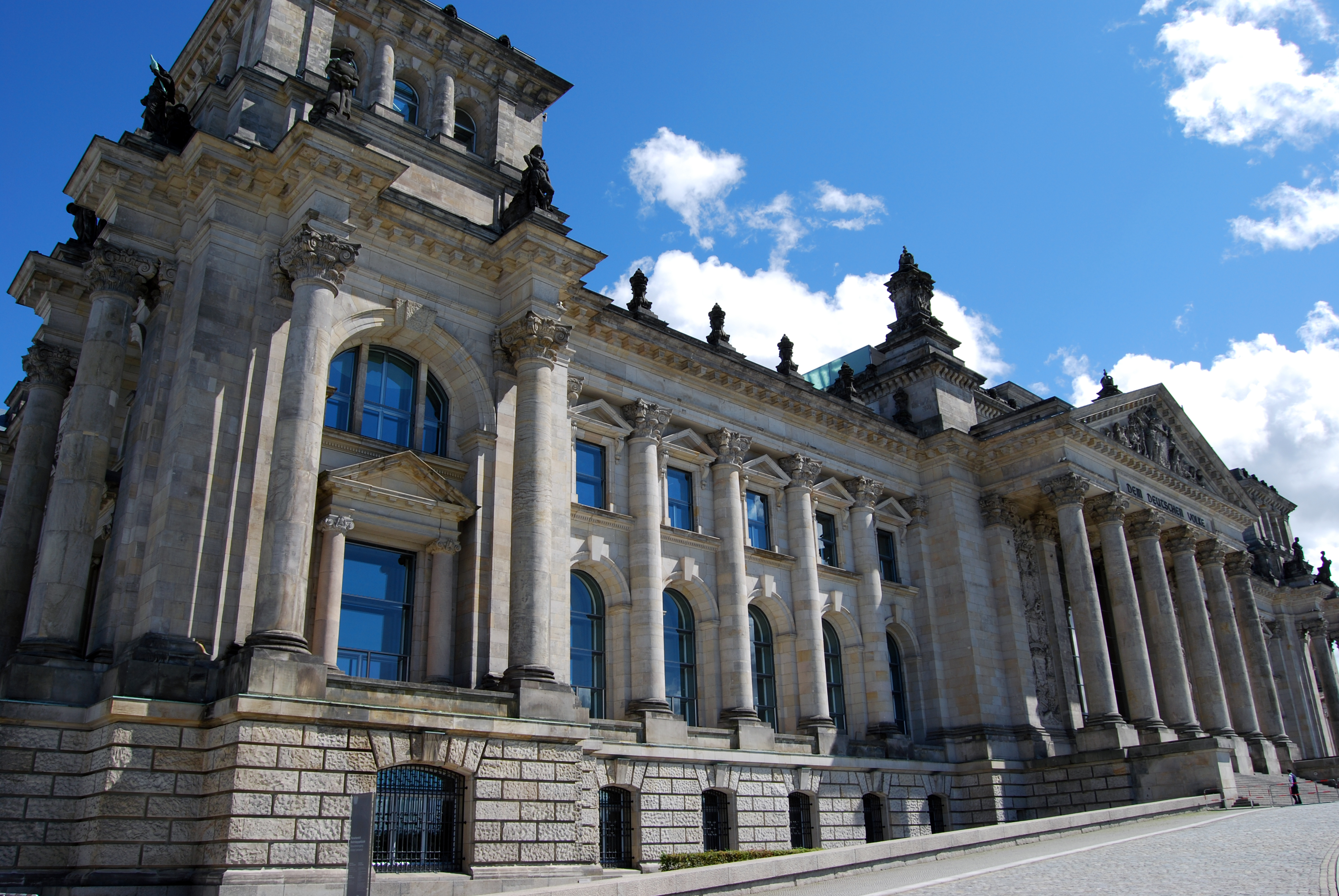
Visione laterale del Reichstag

La cerimonia ufficiale della Riunificazione tedesca del 3 ottobre 1990 si tenne nel Palazzo del Reichstag, alla presenza del Cancelliere Helmut Kohl, del Presidente Richard von Weizsäcker, dell'ex-Cancelliere Willy Brandt e di molti altri. Al termine della cerimonia, sotto gli occhi di oltre un milione di persone, il tricolore della Germania riunificata fu issato di fronte al palazzo e furono suonate le note dell’inno nazionale. Fu un evento toccante, con grandi fuochi d'artificio, ricordato con tenerezza da molti. Il giorno dopo il parlamento della Germania unita si riunì con un atto simbolico nel Palazzo del Reichstag.
Comunque, a quel tempo, il ruolo di Berlino non era ancora stato deciso. Dopo un feroce dibattito, considerato da molti una delle sessioni più memorabili del parlamento, il 20 giugno 1991 il Bundestag deliberò con una maggioranza esigua (338 voti a favore contro 320), che sia il governo, sia il parlamento avrebbero fatto ritorno da Bonn a Berlino. Vincitore del concorso per la ricostruzione dell'edificio fu l'architetto britannico Norman Foster. Il 19 aprile 1999 Norman Foster consegna al Presidente del Bundestag, Wolfgang Thierse, la chiave simbolica dell'edificio. Nell'estate del 1999 il Bundestag si trasferisce definitivamente da Bonn a Berlino ed il 6 settembre inizia la prima settimana di sedute del Bundestag a Berlino. Il 7 settembre 1999 il Bundestag celebra il suo cinquantesimo anniversario.

### L'ultimo restauro
Nel 1992 sir Norman Foster vinse un altro concorso architettonico per la ricostruzione dell'edificio. Il suo progetto vincente appariva molto diverso da quello che fu poi eseguito.
Prima dell'inizio della ricostruzione il Reichstag, nel 1995, fu "imballato" dall'artista bulgaro-statunitense Christo e dall'architetto Jeanne-Claude Denat de Guillebon, in un evento che attirò milioni di visitatori.

Durante la ricostruzione il palazzo fu completamente svuotato, togliendo tutto ad eccezione dei muri esterni, compresi tutti i cambiamenti fatti dal lavoro di Baumgarten degli anni sessanta. I seggi del parlamento furono trasferiti al Reichstag nell'aprile 1999. La ricostruzione viene ampiamente considerata un successo ed è diventata un'attrazione turistica anche perché il Reichstag, e soprattutto la grande cupola di vetro che è stata eretta sul tetto in memoria dell'originale del 1894, forniscono una delle panoramiche più attraenti per i visitatori di Berlino, dando una vista notevole della città, specialmente di notte. La cupola è aperta al pubblico su prenotazione. La cupola ha un diametro di 40 metri e offre una panoramica a 360° su tutta Berlino da un’altezza di 47 metri.

## Composizione dell'edificio

### La Cupola di Vetro

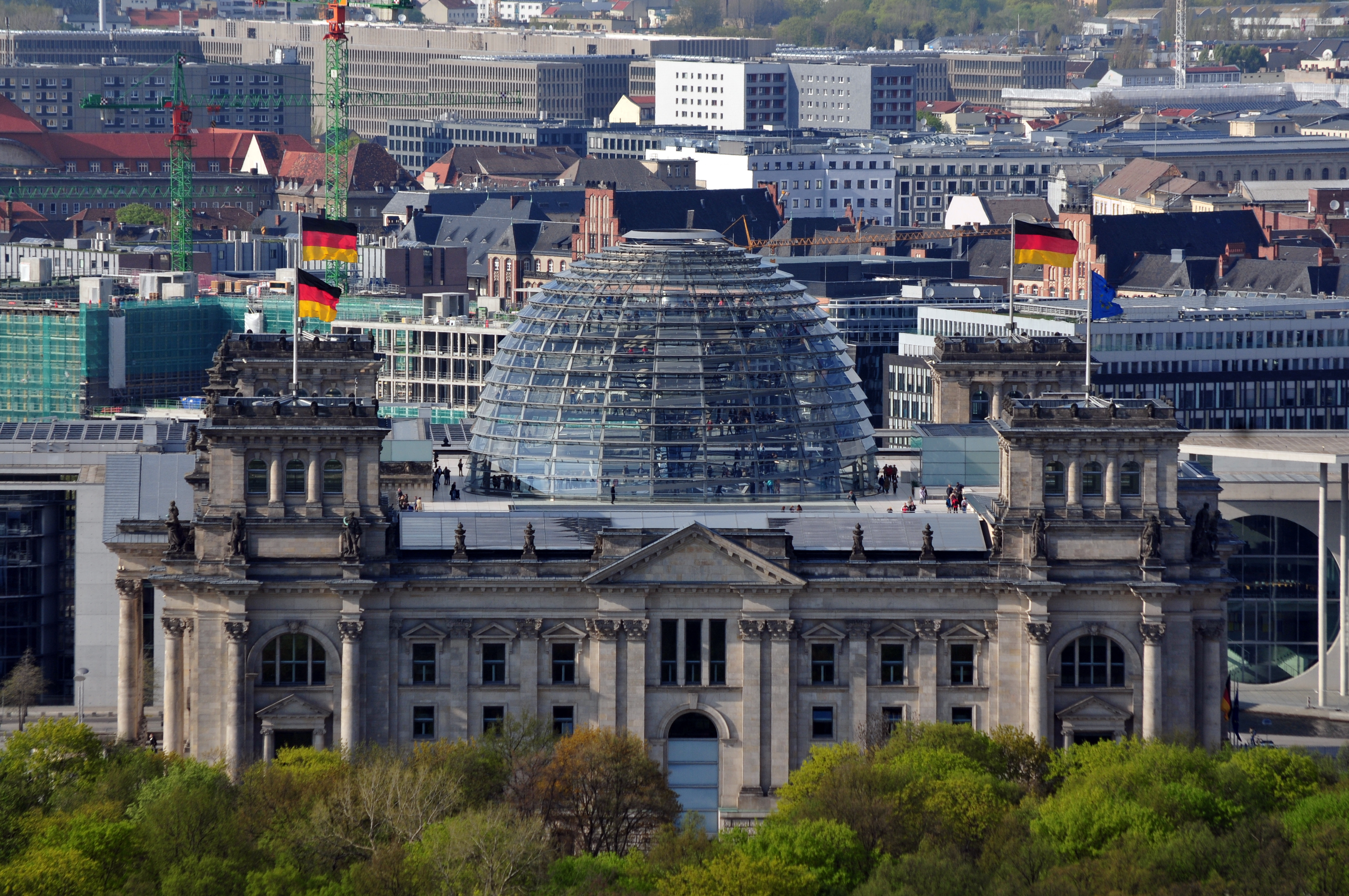
Il palazzo del Reichstag visto dall'alto

La cupola di vetro, diventata emblema del Bundestag, è una struttura aperta sia alla base che in cima e questo conferisce ad essa un aspetto di sfera leggera e ariosa. Ai piedi della cupola è possibile vedere, se la luce è favorevole, l'Aula del parlamento. La cupola ha un diametro di 40 metri e offre una panoramica a 360° su tutta Berlino da un'altezza di 47 metri. Al centro della cupola di vetro vi è un imbuto a proboscide costituito da 360 specchi che provvede a riflettere la luce diurna nell'aula plenaria. Nascosto in questo imbuto lavora un impianto di recupero del calore che sfrutta l'energia termica dell'aria viziata uscente dall'aula plenaria per riscaldare l'edificio.

### L'Aula Plenaria
L'aula plenaria è il cuore del palazzo del Reichstag. Ampia 1.200 metri quadrati e alta 24 metri attraversa praticamente tutto l'edificio ed è visibile da tutti i piani raggruppati attorno ad essa nonché dai cortili interni e da molte altre prospettive.